# Manfred Zumpe
Manfred Zumpe (* 12. September 1930 in Dresden) ist ein deutscher Architekt und Hochschullehrer an der Technischen Universität Dresden.

## Leben

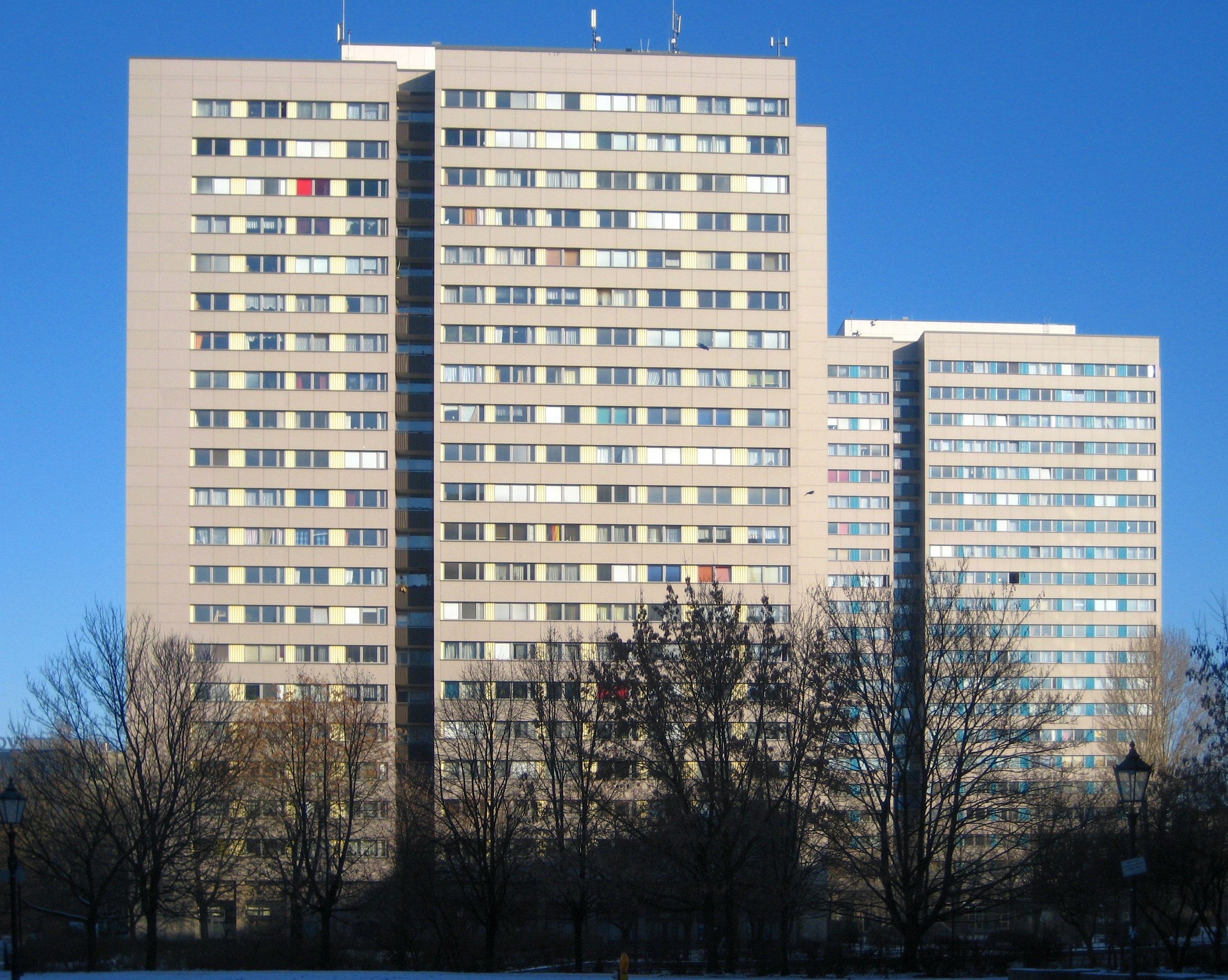
Wohnhochhäuser Fischerinsel, Berlin

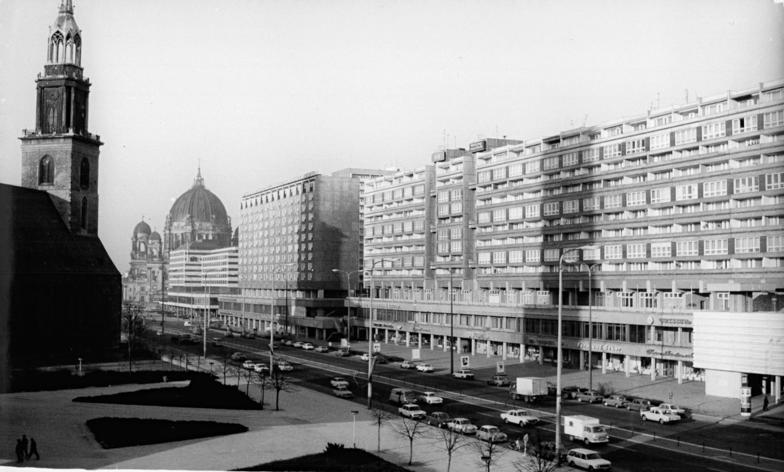
Komplex Karl-Liebknecht-Straße, Berlin

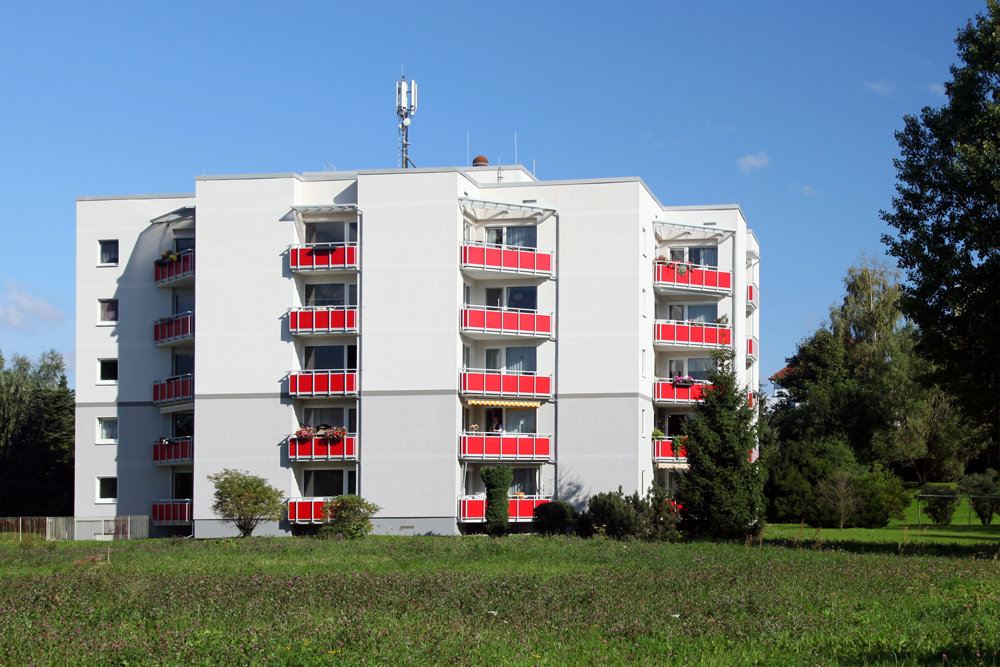
Zwölfeckhaus, Radeberg

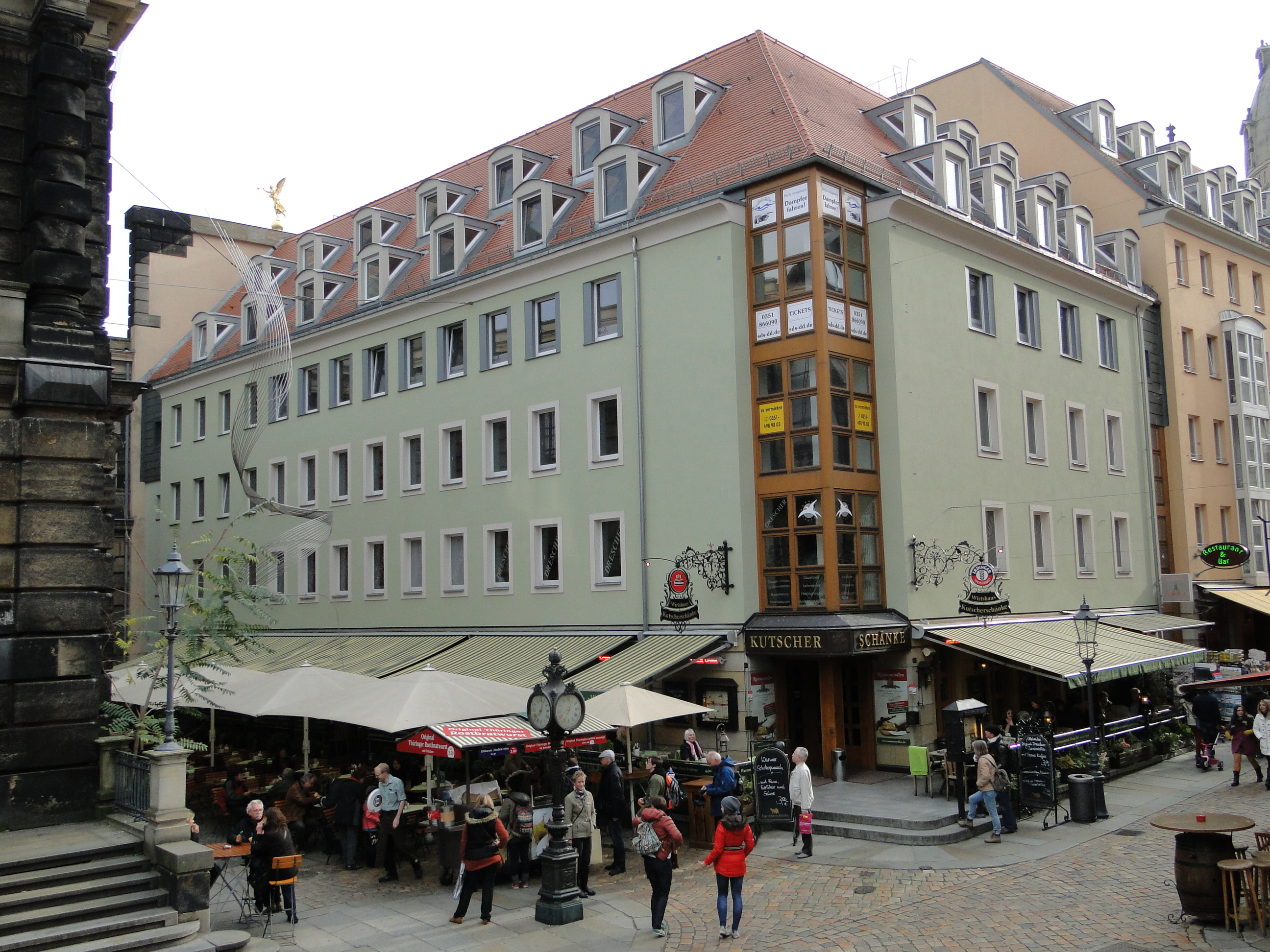
Wohn- und Geschäftshaus Münzgasse, Dresden

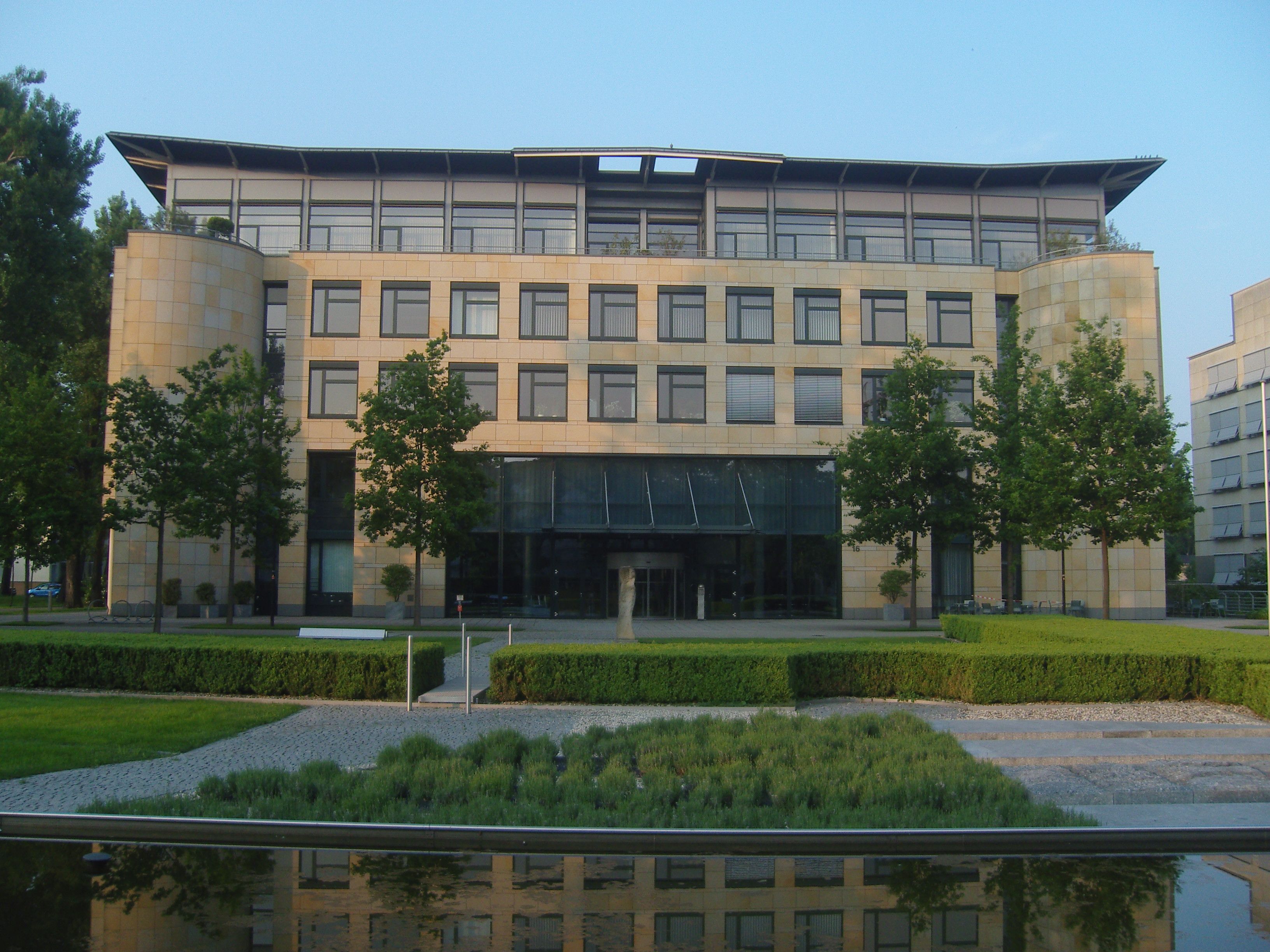
Gebäude der Sächsischen Landesärztekammer, Dresden

Zumpe war Sohn des Baumeisters Alfred Zumpe in Dresden. Er wuchs mit seinem älteren Bruder Günter Zumpe in Lomnitz auf und besuchte in Dresden die Dreikönigschule, die er 1949 mit dem Abitur abschloss. Zumpe absolvierte von 1949 bis 1955 ein Architekturstudium an der Technischen Hochschule Dresden und war anschließend als wissenschaftlicher Assistent bei Wolfgang Rauda und Rolf Göpfert tätig. Er promovierte 1961 mit der Dissertation Wohnen in verschiedenen Ebenen – ein Beitrag zur Entwicklung neuer Wohnformen. Von 1963 bis 1964 übernahm Zumpe einen Lehrauftrag für Bauten des Gesundheitswesens sowie von 1966 bis 1969 einen Lehrauftrag für Wohnungsbau an der Technischen Universität Dresden.
Zumpe ging Anfang der 1960er Jahre nach Berlin, wo er als wissenschaftlicher Mitarbeiter an der Bauakademie der DDR tätig war und schließlich Projektleiter und Chef eines Entwurfsbüros des Wohnungsbaukombinats Berlin wurde. Es entstanden zahlreiche Wohnbauten in Berlin, darunter die Wohnhochhäuser auf der Fischerinsel, „im Gundriß als ‚versetzter Twintyp‘ gestaltet“, bei denen erstmals „ein offenes System zur flexiblen Bildung von Wohnungsgrundrissen zur Anwendung“ kam und erstmals „dreiteilig beschichtete Wandplatten mit einer Außenfläche aus gewaschenem Natursteinsplitt“ verwendet wurden. Die Hochhäuser wurden 1980 auch auf einer Briefmarke der DDR abgebildet. Für die Konzeption der Hochhäuser wurde Zumpe 1970 mit Hans-Peter Schmiedel (1929–1971) mit einem Ersten Preis für das beste Bauwerk des Jahres geehrt. Weitere Berliner Bauten dieser Jahre waren die Wohnhochhäuser an der Holzmarktstraße sowie der Gebäudekomplex Karl-Liebknecht-Straße.
Parallel zu seiner Arbeit im Wohnungsbaukombinat fertigte Zumpe seine Habilitation an, die 1968 unter dem Titel Entwicklungsprobleme großstädtischer Wohnformen in der modernen Architektur erschien. Eine Berufung als Professor für das Entwerfen von Hochbauten und Gebäudelehre und damit als Nachfolger von Rolf Göpfert an die Technische Universität Dresden im Jahr 1969 scheiterte „wegen seiner freimütigen Kritik an der damaligen Baupolitik“. Im Jahr 1972 übernahm er das Bauunternehmen seines Vaters in Dresden. Mit Horst Witter gründete er im gleichen Jahr ein dem Bauunternehmen angegliedertes Planungsbüro, das jedoch nach kurzer Zeit enteignet wurde. Zumpe wurde Leiter des verstaatlichten Betriebes im Verbund mit dem Wohnungsbaukombinat und war in den 1970er und 1980er Jahren vielfältig aktiv, so rekonstruierte er das Schloss Eckberg und entwarf die Wohnhochhäuser am Ernst-Thälmann-Park Berlin. Besonders widmete er sich seit den 1970er Jahren dem punkterschlossenen, monolithischen Wohnungsbau und entwarf Serien wie das Pfeilhaus, das Atriumhaus und das Punkthaus als Alternative zum schlichten Plattenbau. Der Experimentalbau Zwölfeckhaus, der in Radeberg, Ottendorf-Okrilla und Arnsdorf umgesetzt wurde, entwickelte sich zum „Pilgerpfad der Architekten, die dem industriellen Bauen mehr Qualität abringen wollten“. An der TU Dresden hielt er Vorlesungen über den Industriellen Monolithbau und war für Gastvorlesungen an der Hochschule für Architektur und Bauwesen Weimar sowie an der Hochschule für Bildende Künste in Berlin tätig.
Im Jahr 1991 erfolgte die Reprivatisierung von Zumpes Architekturbüro. Mit Jörg Düsterhöft und Hartmut Richter bildete Zumpe 1992 das Architekturbüro Zumpe + Partner, ab 1996 Zumpe-Düsterhöft-Richter Architekten, aus dem er 2001 ausstieg. Seit 1992 hat Zumpe an der Fakultät für Architektur der Technischen Universität Dresden die Honorarprofessur für das Entwerfen von Hochbauten inne. Ebenfalls 1992 wurde er Vorsitzender des Bundes Deutscher Architekten im Regierungsbezirk Dresden sowie Mitglied des Landesvorstands Sachsen des BDA. Im Jahr 2011 legte Zumpe sein Amt nieder; er ist Ehrenmitglied des BDA Sachsen. Im Jahr 2009 sorgte seine Machbarkeitsstudie für ein neues Konzerthaus anstelle des Umbaus des Dresdner Kulturpalastes für Kontroversen in Dresden.
Zumpe ist verheiratet, hat zwei Kinder und lebt in Dresden.

## Bauten (Auswahl)
- 1965: Wohnhaus Weißer Hirsch, Dresden (mit Heiner Kulpe und Hans Peter Schmiedel)
- 1966: Wohnhaus in Wachau bei Dresden
- 1967–1970: Wohnhochhäuser Fischerinsel, Berlin
- 1968: Wohnhochhäuser Holzmarktstraße, Berlin
- 1969: Wohnhochhaus „Windmühle Berlin“ (mit Hans Peter Schmiedel)
- 1969–1972: Wohnkomplex Karl-Liebknecht-Straße, Berlin (mit Wolfgang Rattke und Hans Peter Schmiedel)
- 1970: Doppelwohnhaus, Ottendorf-Okrilla
- 1970–1972: Wintergartenhochhaus, Leipzig
- 1975–1977: Zwölfeckhaus in industrieller Monolithbauweise
- 1980–1985: Rekonstruktion Schloss Eckberg
- 1981: Wohnhaus in Liegau-Augustusbad
- Anfang 1980er Jahre: Geschäftshaus Dresdner Straße 25, Radeberg[10]
- 1984: Wohnhochhäuser Ernst-Thälmann-Park, Berlin (mit Helmut Stingl)
- 1986: Wohnhaus Martin-Luther-Platz, Dresden (mit Jürgen Barth und Wolfgang Löser)
- 1986–1998: Rekonstruktion des Sachsenhofs, Heinrichstraße 9, Dresden
- 1988: Wohn- und Geschäftshaus Münzgasse, Dresden
- Anfang 1990er Jahre: Haus Dresdner Straße 41a, Radeberg (seit 2005 Apostolische Gemeinde)[11]
- 1995–1996: Gebäude der Sächsischen Landesärztekammer, Dresden
- 1996–1997: Stadtvilla Goetheallee 53a/Käthe-Kollwitz-Ufer, Dresden

## Schriften
- 1967: Wohnhochhäuser 2 – Scheibenhäuser. Verlag für Bauwesen, Berlin
- 1991: Die Brühlsche Terrasse in Dresden. Verlag für Bauwesen, Berlin
- 2007: Erinnerungen und Würdigungen: Zu hohen Geburtstagen verdienstvoller Hochschullehrer und Architektenpersönlichkeiten und zu besonderen Anlässen. Dresden